# لوسیل هاتون
لوسیل هاتون (انگلیسی: Lucille Hutton؛ ۱۸۹۸ – ۱۹۷۹) بازیگر اهل ایالات متحده آمریکا بود.
از فیلم‌هایی که وی در آن‌ها نقش داشته‌است، می‌توان به گوش کن لینا و نعل‌بند دهکده اشاره نمود.